# Pala degli Oddi
La Pala degli Oddi è un dipinto a olio su tavola trasportato su tela (267x163 cm) di Raffaello Sanzio, databile al 1502-1503 e conservato nella Pinacoteca Vaticana.

## Storia
L'opera venne commissionata nel 1502 da Alessandra Baglioni, moglie di Simone degli Oddi detto “il Grande” come pala d’altare nella cappella gentilizia di famiglia nella chiesa di San Francesco al Prato a Perugia. Nel 1797 fu requisita dai Francesi e trasferita a Parigi, dove venne trasportata su tela. Nel 1815 fece ritorno in Italia e, come molte opere recuperate, finì in Vaticano, dove restò a disposizione di papa Pio VII che decise di inserirla nella Pinacoteca vaticana.

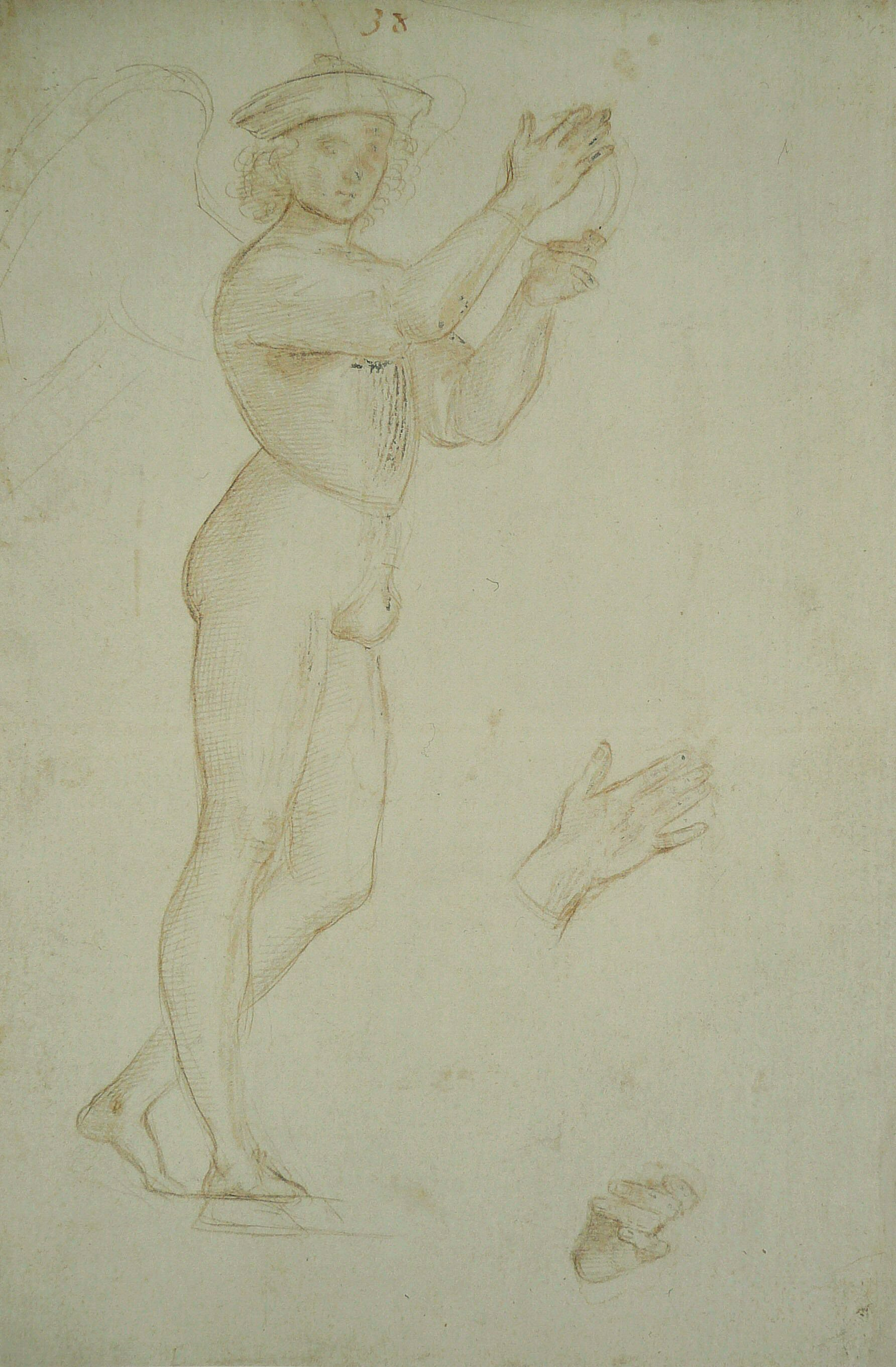
Disegno preparatorio a Oxford

Dell'opera si conoscono vari disegni preparatori: due degli angeli musicanti (Oxford, Ashmolean Museum), uno per l'apostolo in primo piano a destra (Londra, British Museum), e uno per l'apostolo al centro, san Tommaso, (Lilla, Musée des Beaux-Arts)

## Descrizione e stile
L'opera mostra l'incoronazione della Vergine, divisa in due registri come tipico della scuola di Perugino: in alto, nella metà celeste, ha luogo l'incoronazione vera e propria, per mano di Gesù e alla presenza di quattro festosi angeli musicanti, un paio di putti alati sdraiati su soffici nuvolette e uno stormo di cherubini e serafini in aria; in basso, nella metà terrena, si trova il sepolcro scoperchiato di Maria e i dodici apostoli che assistono meravigliati all'ascensione e all'avvenimento paradisiaco. Dal sarcofago, disposto in tralice, escono fiori tipicamente offerti alla Vergine, quali gigli bianchi e rose. Il tema dell'Incoronazione è contaminato con quello della Madonna della Cintola, infatti san Tommaso, al centro, stende tra le mani la cintura ricevuta in dono da Maria, ovvero la reliquia del Sacro Cingolo venerata a Prato.
Perugino si era già cimentato con composizioni simili come nella Pala di Monteripido, di quegli stessi anni, dal cui confronto però emergono anche le novità del linguaggio di Raffaello, che tenta di rinsaldare le due zone non eliminando però ancora la cesura centrale e differenziando con maggiore incisività le espressioni dei vari astanti, non senza qualche limite che è stato definito "di insistenza accademica". 

### Predella
La predella, sempre conservata presso la Pinacoteca Vaticana, è composta da tre scomparti di 27x50 cm ciascuno. Essi vennero trasportati su un'unica tela, poi divisi e incorniciati da pilastrini. 
Rappresentano, da sinistra:
- Annunciazione
- Adorazione dei Magi
- Presentazione al Tempio

Il modello delle scene è la predella della Pala di Fano di Perugino e altre opere simili, ma rispetto al modello la luminosità è più cristallina e l'apertura al paesaggio di più ampio respiro. 
Predella della Pala degli Oddi